# 伊藤信 (競輪選手)
伊藤 信（いとう しん、1983年10月28日 - ）は、日本の競輪選手。日本競輪選手会大阪支部所属、ホームバンクは岸和田競輪場。日本競輪学校（当時。以下、競輪学校）第92期生。

## 来歴
順天堂大学に入学後、自転車競技を開始。卒業後、競輪学校に入学。在校競走成績は75位（2勝）。
2007年7月12日、奈良競輪場でデビューし初勝利を挙げた。
一方、競輪選手の傍ら、岩井商会レーシングに所属し、自転車競技選手としても活動している。
2014年11月16日、全日本実業団自転車競技連盟（JBCF）が主催する第45回JBCF全日本トラックチャンピオンシップに出場した際、ぜんそくの治療を目的に、かかりつけの医師から処方された貼り薬の成分の中から、禁止薬物に指定されているツロブテロールが検出された。これについて、日本アンチ・ドーピング機構の日本ドーピング防止規律パネルは、「医師の判断に頼り、ほかの専門家に確認しないで禁止物質を使用した行為には、過誤が認められると言わざるをえない」として、2015年3月25日から3か月間の資格停止処分を下した。
2017年6月2日、京都支部から大阪支部に移籍した。
2021年から開始した250競走（PIST6）では、開幕から1年の間（2021年10月～2022年9月）で4度優勝し、最多優勝回数を保持している。また予選タイムトライアル（200m）の最高記録は10秒013で、2022年9月現在で歴代2位となっている。
2022年9月25日、マスターズ世界選手権の35歳～39歳スプリントにおいて優勝。